# ハラニ・アウリカ
ハラニ・アウリカ（Halani Aulika、1983年8月31日 - ）は、トンガのラグビーユニオン選手。

## プロフィール
- トンガ出身[1]。
- ポジションはプロップ(PR)。
- 身長 185cm、体重 122kg
- トンガ代表キャップは18（2025年5月現在）でワールドカップ・2015のトンガ代表に選ばれた[2]。

## 略歴
オタゴ、ハイランダーズ、リーズ、ロンドン・アイリッシュ、セール・シャークスを経て、2018年、FCグルノーブルに加入。